# Осадження
Оса́дження, оса́джування — процес та дія утворення осаду внаслідок випадіння твердих частинок з суспензії або компонентів з розчину у гравітаційному, або відцентровому полі. Використовується для вловлювання мінеральної речовини, як операція збагачення корисних копалин, згущення шламів та прояснення оборотної води. Осадження з суспензії в гравітаційному полі здійснюється у згущувачах, відстійниках та гідрокласифікаторах, у відцентровому полі — в осаджувальних центрифугах та гідроциклонах.
Виділення осадженням одного або декількох компонентів з розчинів у вигляді чистих металів або їхніх сполук здійснюється при вилуговуванні руд або продуктів збагачення. У промисловій практиці для цього використовують кристалізацію, осадження у вигляді важкорозчинних сполук, електроосадження, осадження металами (цементація) і газами, йонне осадження та ін.
Вибір методу залежить від характеру вихідної сировини, якості кінцевого продукту, складу одержаних при вилуговуванні розчинів, концентрації і вартості реаґентів, наявності дешевої електроенергії, безпеки обслуговчого персоналу.

## Осадження з розчину кристалізацією

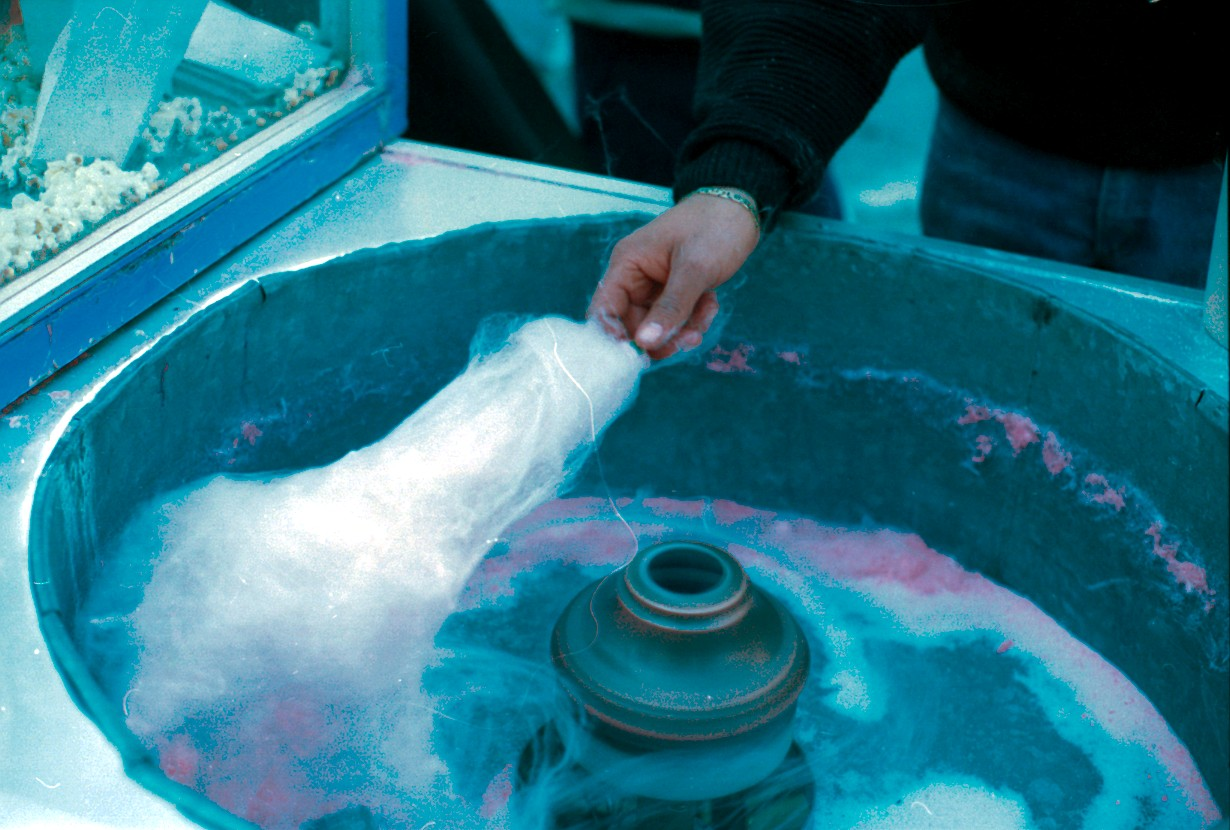
Цукрова вата.

Осадження з розчину кристалізацією — процес виділення у тверду фазу розчиненої речовини з насиченого розчину, що досягається або охолодженням розчину, або випарюванням частини розчинника. Кристалізацію охолодженням застосовують у тих випадках, якщо розчинність речовини у рідині швидко знижується при зниженні т-ри. Якщо у розчині міститься декілька різних речовин, які розрізняються розчинністю при різних т-рах, вони можуть бути розділені дробовою кристалізацією. При деякій визначеній т-рі розчин буде насиченим у відношенні однієї речовини і ненасиченим у відношенні іншої. У цьому випадку при охолодженні перша речовина випаде у осад, водночас друга буде ще повністю знаходитись у розчині. Цей принцип використовується також при очищенні кристалічних речовин кристалізацією. Процес кристалізації протікає у дві стадії: створення зародка (центра кристалізації) і ріст кристалу. Процес кристалізації визначається швидкістю охолодження, інтенсивністю перемішування, чистотою і концентрацією розчину, що перероблюється. Великі кристали отримують при повільному охолодженні, дрібні — при швидкому. У більшості випадків кристалізація протікає повільно і концентрація маточного розчину у кінці процесу відповідає стану насичення розчину при кінцевій т-рі кристалізації.

## Йонне осадження
Йонне осадження — процес осадження металів з розчину у вигляді важкорозчинних сполук (карбонатів, фосфатів, гідрооксидів, хлоридів, ціанідів, сульфідів та ін.). При осадженні з розчину важкорозчинних сполук черговість виділення їх у осад визначається зміною ізобарного потенціалу процесу. У першу чергу в осад переходять ті метали, створення важкорозчинних сполук яких супроводжується зменшенням ізобарного потенціалу. Внаслідок місцевих пересичень можливе виділення в осад поряд з менш розчинними й більш розчинних сполук. Однак стійкі при контакті з розчином тільки осади тих сполук, що знаходяться у рівновазі з ним. Нерівноважні сполуки, що виділилися, взаємодіють з розчином, змінюють свій склад або переходять у розчин до тих пір, поки система не прийде до рівноваги. Для досягнення потрібного ступеня розділення, осадження ведуть у строго визначених умовах з урахуванням таких обставин:
– осад утворюється тільки у визначеному інтервалі рН, поза цим інтервалом більшість осадів знов переходить у розчин;
– при високій т-рі більшість осадів або має підвищену розчинність, або розкладається;
– наявність у розчині йонів, що утворюють з даним металом комплексну сполуку, перешкоджає осадженню даного металу;
– у деяких випадках для осадження потрібен окиснювач або відновник.

## Осадження з розчину цементацією
Осадження з розчину цементацією — процес виділення металів з розчинів, який оснований на електрохімічній реакції між металом-цементатором і йоном металу, що витісняється. Цей процес застосовують у гідрометалургії кольорових та рідкісних металів у таких випадках: — очищення розчину, що містить основний метал від домішок; — осадження основного металу з розчинів, переважно розріджених, коли недоцільно застосовувати електроліз через низький вміст елементу у розчині, а також при наявності різних домішок, що заважають.
Для виділення металу з розчину цементацією необхідно, щоб метал (цементатор), що витискує, володів більшим електронегативним потенціалом, ніж метал, що витискується, тобто φ1 > φ2 (φ1 і φ2 — електричний потенціал відповідно металу-цементатора і металу, що витискується з розчину).
Найчастіше для осадження цементацією використовують стружки низьковуглецевих сталей (Ст1 — Ст4); порошки алюмінію, цинку, нікелю; пластини алюмінію, цинку. Перед початком процесу метал-цементатор активують обробкою у розчині кислоти.

## Електроосадження
Див. Електроосадження
Електроосадження здійснюється шляхом електролізу і являє собою сукупність хімічних реакцій розкладу речовин під дією постійного електричного струму. Електроліз з зовнішнім джерелом струму базується на загальних законах електрохімії (закони Фарадея і Леблана, перенесення йонів, електрохімічної і дифузної кінетики електродних процесів).

## Осадження газами
Осадження газами (Н2, СО, SO3) при визначених умовах забезпечує осадження металів. Здійснюється при високих т-рі і тиску. Цей процес дозволяє економічним способом отримати порошкоподібні метали високої чистоти.

## Хімічне осадження з газової фази
Одержання твердих хім. елементів або сполук у хім. реакціях, в яких беруть участь газоподібні речовини. При цьому можуть протікати такі процеси: — термічний розпад, напр., ZrI4, SiH4, WCl6, Ni(CO)6, металоорганічних сполук; — піроліз СН4 та ін. вуглеводнів; — диспропорціонування газоподібних галогенідів — нижчих флуоридів Al, Si, Ti, Ta, Mo та ін.; — взаємодія речовин на тв. поверхні (відновлення летких галогенідів воднем, їх взаємодія з парами води тощо) та з тв. поверхнею. В природних умовах Х.о. з г.ф. відбувається при утворенні деяких мінералів, в промисловості використовується зокрема для створення об'ємних монокристалів та волокнистих монокристалів (т. зв. «вусів»).